# United States Secretary of the Air Force

Flagge des Secretary of the Air Force

Der Secretary of the Air Force (SECAF oder SAF/OS) ist der zivile Leiter (dt. etwa Staatssekretär) des US-amerikanischen Department of the Air Force. Seit dem 20. Januar 2025 ist Gary A. Ashworth kommissarischer Secretary of the Air Force.

## Organisation und Auftrag
Der SECAF untersteht direkt dem US-Verteidigungsminister und ist verantwortlich für das administrative und technische „Tagesgeschäft“ der United States Air Force. Das Führungsgremium des SECAF setzt sich aus seinem Stellvertreter (Undersecretary dt. Unterstaatssekretär), den Assistant Secretaries (Assistenz-Staatssekretären), dem General Councel (Oberster Rechtsberater, bzw. Justiziar), dem Inspector General (Generalinspekteur), dem Air Reserve Forces Policy Committee (Luftstreitkräfte-Reserve-Gremium) und anderen gesetzlich eingerichteten Büros und Dienststellungen des SECAF zusammen.
Der Secretary of the Air Force wird vom Präsidenten der Vereinigten Staaten ernannt und muss vom Senat bestätigt werden.

## Secretaries of the Air Force
| Nr.           | Name                 | Bild | Amtszeit                             | Unter Präsident                    |
| ------------- | -------------------- | ---- | ------------------------------------ | ---------------------------------- |
| 1             | Stuart Symington     |      | 18. September 1947 – 24. April 1950  | Harry S. Truman                    |
| 2             | Thomas K. Finletter  |      | 24. April 1950 – 20. Januar 1953     | Harry S. Truman                    |
| 3             | Harold E. Talbott    |      | 4. Februar 1953 – 13. August 1955    | Dwight D. Eisenhower               |
| 4             | Donald A. Quarles    |      | 15. August 1955– 30. April 1957      | Dwight D. Eisenhower               |
| 5             | James H. Douglas     |      | 1. Mai 1957 – 10. Dezember 1959      | Dwight D. Eisenhower               |
| 6             | Dudley C. Sharp      |      | 11. Dezember 1959 – 20. Januar 1961  | Dwight D. Eisenhower               |
| 7             | Eugene M. Zuckert    |      | 24. Januar 1961 – 30. September 1965 | John F. Kennedy, Lyndon B. Johnson |
| 8             | Harold Brown         |      | 1. Oktober 1965 – 15. Februar 1969   | Lyndon B. Johnson, Richard Nixon   |
| 9             | Robert Seamans       |      | 15. Februar 1969 – 15. Mai 1973      | Richard M. Nixon                   |
| 10            | John L. McLucas      |      | 15. Mai 1973 – 23. November 1975     | Richard Nixon, Gerald Ford         |
| kommissarisch | James W. Plummer     |      | 24. November 1975 – 1. Januar 1976   | Gerald Ford                        |
| 11            | Thomas C. Reed       |      | 2. Januar 1976 – 6. April 1977       | Gerald Ford, Jimmy Carter          |
| 12            | John Charles Stetson |      | 6. April 1977 – 18. Mai 1979         | Jimmy Carter                       |
| 13            | Hans Mark            |      | 18. Mai 1979 – 9. Februar 1981       | Jimmy Carter, Ronald Reagan        |
| 14            | Verne Orr            |      | 9. Februar 1981 – 30. November 1985  | Ronald Reagan                      |
| 15            | Russell A. Rourke    |      | 9. Dezember 1985 – 6. April 1986     | Ronald Reagan                      |
| 16            | Edward C. Aldridge   |      | 8. April 1986 – 16. Dezember 1988    | Ronald Reagan                      |
| kommissarisch | James F. McGovern    |      | 16. Dezember 1988 – 29. April 1989   | Ronald Reagan, George Bush         |
| kommissarisch | John J. Welch        |      | 29. April 1989 – 21. Mai 1989        | George Bush                        |
| 17            | Donald Rice          |      | 22. Mai 1989 – 20. Januar 1993       | George Bush                        |
| kommissarisch | Michael B. Donley    |      | 20. Januar 1993 – 13. Juli 1993      | Bill Clinton                       |
| kommissarisch | Merrill McPeak       |      | 14. Juli 1993 – 5. August 1993       | Bill Clinton                       |
| 18            | Sheila Widnall       |      | 6. August 1993 – 31. Oktober 1997    | Bill Clinton                       |
| 19            | F. Whitten Peters    |      | 1. November 1997 – 20. Januar 2001   | Bill Clinton                       |
| 20            | James G. Roche       |      | 1. Juni 2001 – 20. Januar 2005       | George W. Bush                     |
| kommissarisch | Peter B. Teets       |      | 20. Januar 2005 – 25. März 2005      | George W. Bush                     |
| kommissarisch | Michael Montelongo   |      | 25. März – 28. März 2005             | George W. Bush                     |
| kommissarisch | Michael L. Dominguez |      | 28. März 2005 – 29. Juli 2005        | George W. Bush                     |
| kommissarisch | Pete Geren           |      | 29. Juli 2005 – 4. November 2005     | George W. Bush                     |
| 21            | Michael Wynne        |      | 4. November 2005 – 5. Juni 2008      | George W. Bush                     |
| 22            | Michael B. Donley    |      | 21. Juni 2008 – 21. Juni 2013        | George W. Bush, Barack Obama       |
| kommissarisch | Eric Fanning         |      | 21. Juni 2013 – 20. Dezember 2013    | Barack Obama                       |
| 23            | Deborah Lee James    |      | 20. Dezember 2013 – 20. Januar 2017  | Barack Obama                       |
| kommissarisch | Lisa Disbrow         |      | 20. Januar 2017 – 16. Mai 2017       | Donald Trump                       |
| 24            | Heather Wilson       |      | 16. Mai 2017 – 31. Mai 2019          | Donald Trump                       |
| kommissarisch | Matthew Donovan      |      | 1. Juni 2019 – 18. Oktober 2019      | Donald Trump                       |
| 25            | Barbara M. Barrett   |      | 18. Oktober 2019 – 20. Januar 2021   | Donald Trump                       |
| kommissarisch | John P. Roth         |      | 20. Januar 2021 – 28. Juli 2021      | Joe Biden                          |
| 26            | Frank Kendall        |      | 28. Juli 2021–20. Januar 2025        | Joe Biden                          |
| kommissarisch | Gary A. Ashworth     |      | seit 20. Januar 2025                 | Donald Trump                       |